# Mycetophila unguiculata
Mycetophila unguiculata är en tvåvingeart som beskrevs av Lundstrom 1913. Mycetophila unguiculata ingår i släktet Mycetophila och familjen svampmyggor. Arten är reproducerande i Sverige. Inga underarter finns listade i Catalogue of Life.